# Ctenolophus
Ctenolophus es un género de arañas migalomorfas de la familia Idiopidae. Se encuentra en Sudáfrica. 

## Lista de especies
Según The World Spider Catalog 11.5:
- Ctenolophus cregoei (Purcell, 1902)
- Ctenolophus fenoulheti Hewitt, 1913
- Ctenolophus heligmomeriformis Strand, 1907
- Ctenolophus kolbei (Purcell, 1902)
- Ctenolophus oomi Hewitt, 1913
- Ctenolophus pectinipalpis (Purcell, 1903)
- Ctenolophus spiricola (Purcell, 1903)